# مليبار

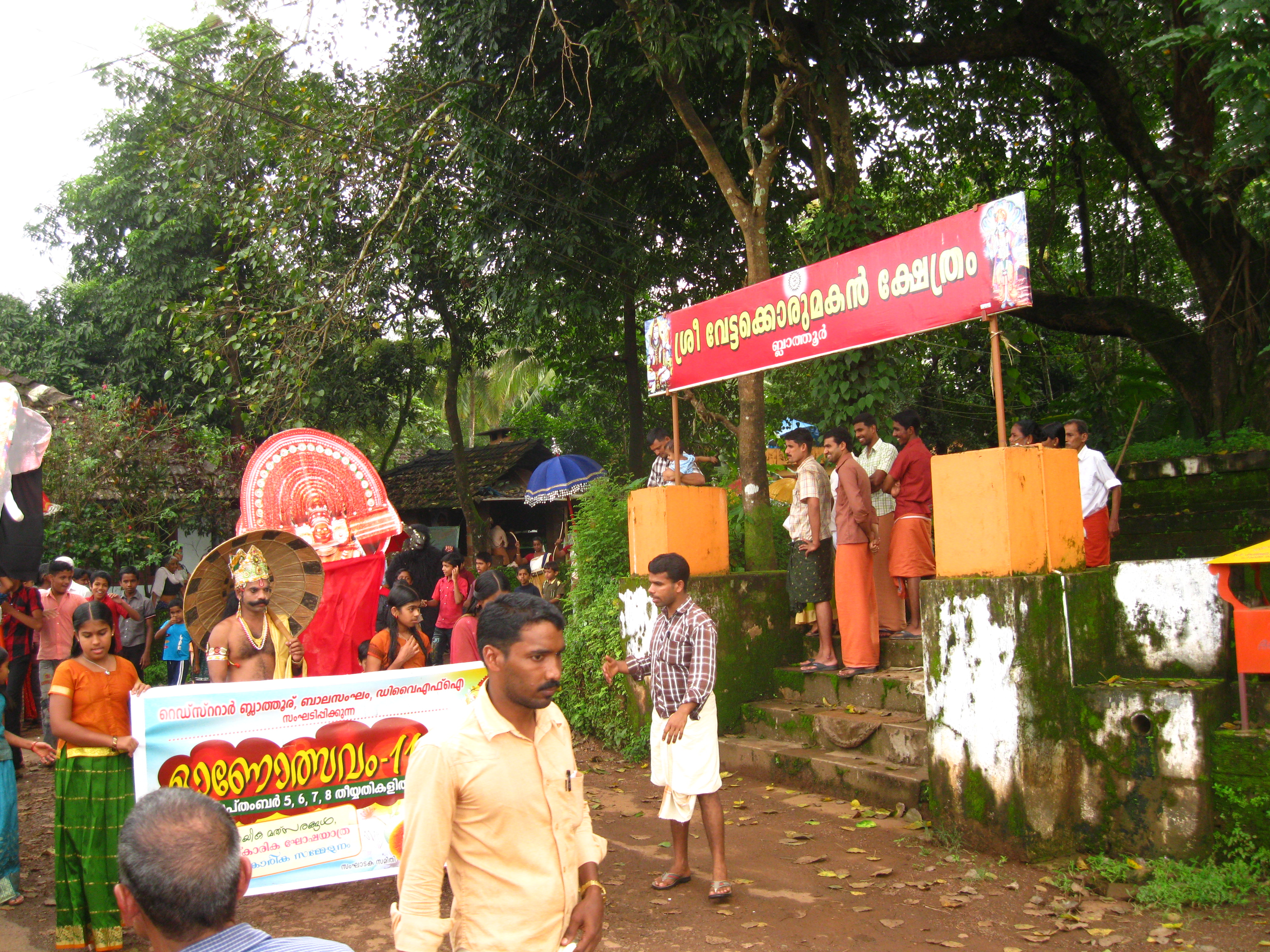
Onam celebration at Blathur

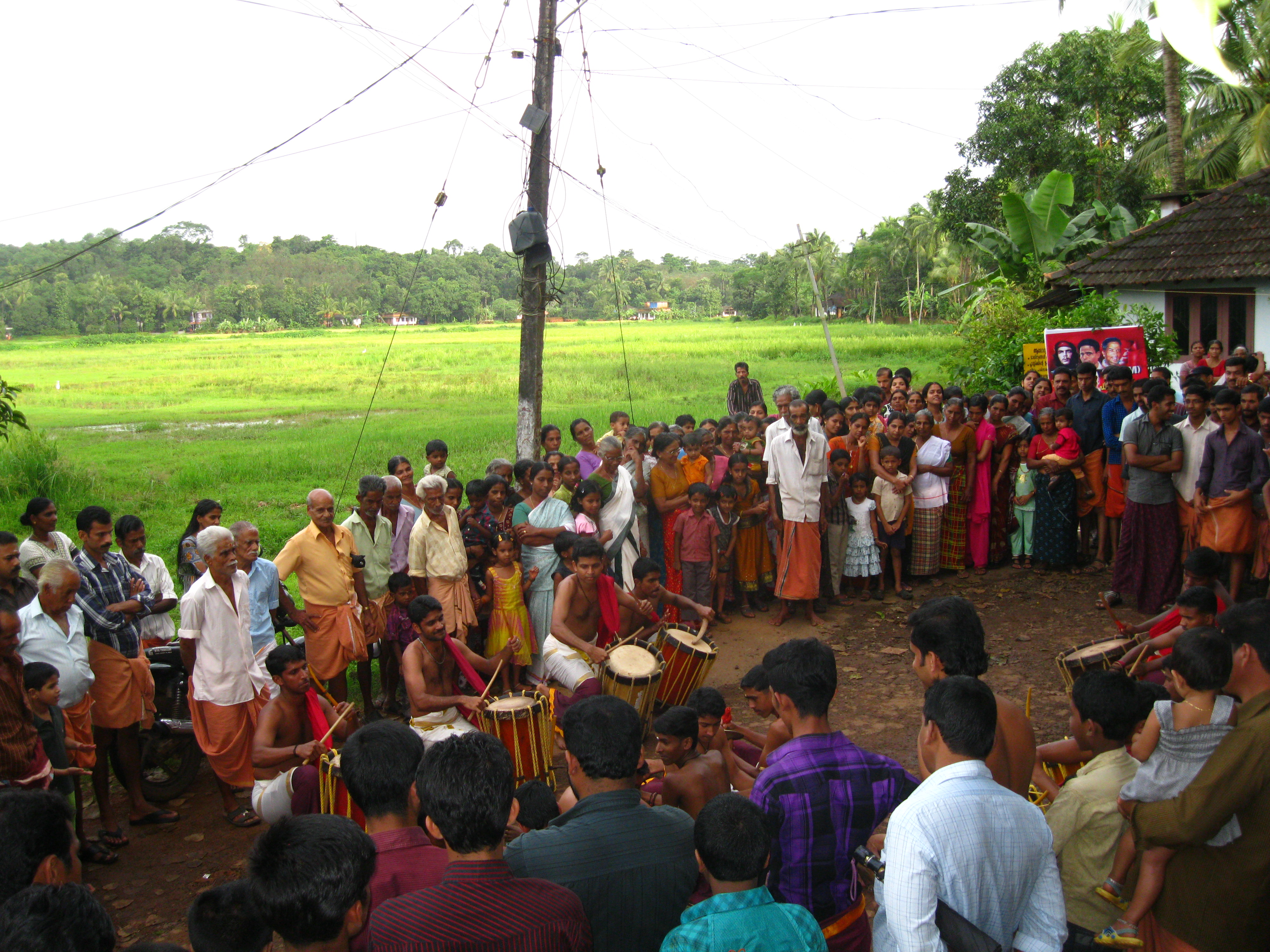
Community events are frequent in Malabar

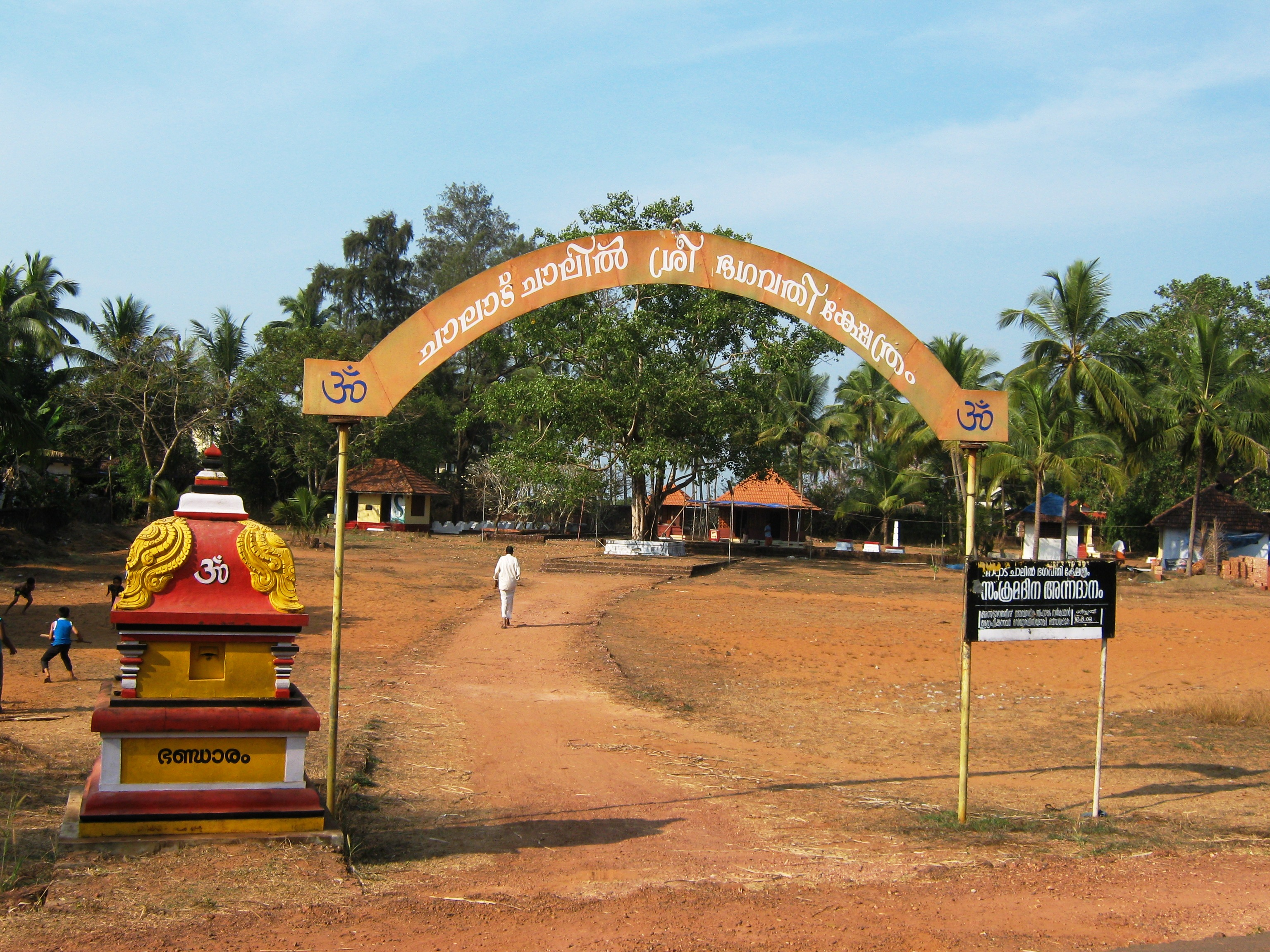
Chalad Chalil Bhagavathi Temple, Kannur

منطقة مليبار أو (مالابار)، هي منطقة في جنوب الهند، تقع بين غاتس الغربية وبحر العرب. وهي تقع الآن وسط ولاية كرالا. وتشمل الأقاليم الأربعة وهي: مالابرم وكاليكوت وترشور وبالاكاد. ويوجد مطار فقط وهو مطار كاليكوت أو كوجيكود الدولي. وهذه المنطقة يسكن فيها كثير من المسلمين. وهناك مستشفى للعلاج الطبيعي المعروف في العالم ألا وهو كوتكّل آريا ويديا شالا. تعدّ مليبار منطقة نشطة سياحياً.

## أصل التسمية
يشتق لفظ مليبار من كلمة مالا الدرافيدية، وتعني التل أو الجبل. وكان البحارة العرب يطلقون اسم مالا على ساحل بر الهند الغربي في القرن السادس عشر ميلادي. ثم أضيفت كلمة بر العربية، فصار مالافار ثم مالابار. وتنوع صياغة هذا اللفظ عند الكتاب العرب في القرون اللاحقة فاستخدموا مليبار وموليبار ومنيبار ومونيبار. الاسم المحلي الهندي هو مالايالام ومالايام ومعناه بلاد التلال.ويقال أن كيرالا هو الاسم قبل مجيء العرب.

## التاريخ

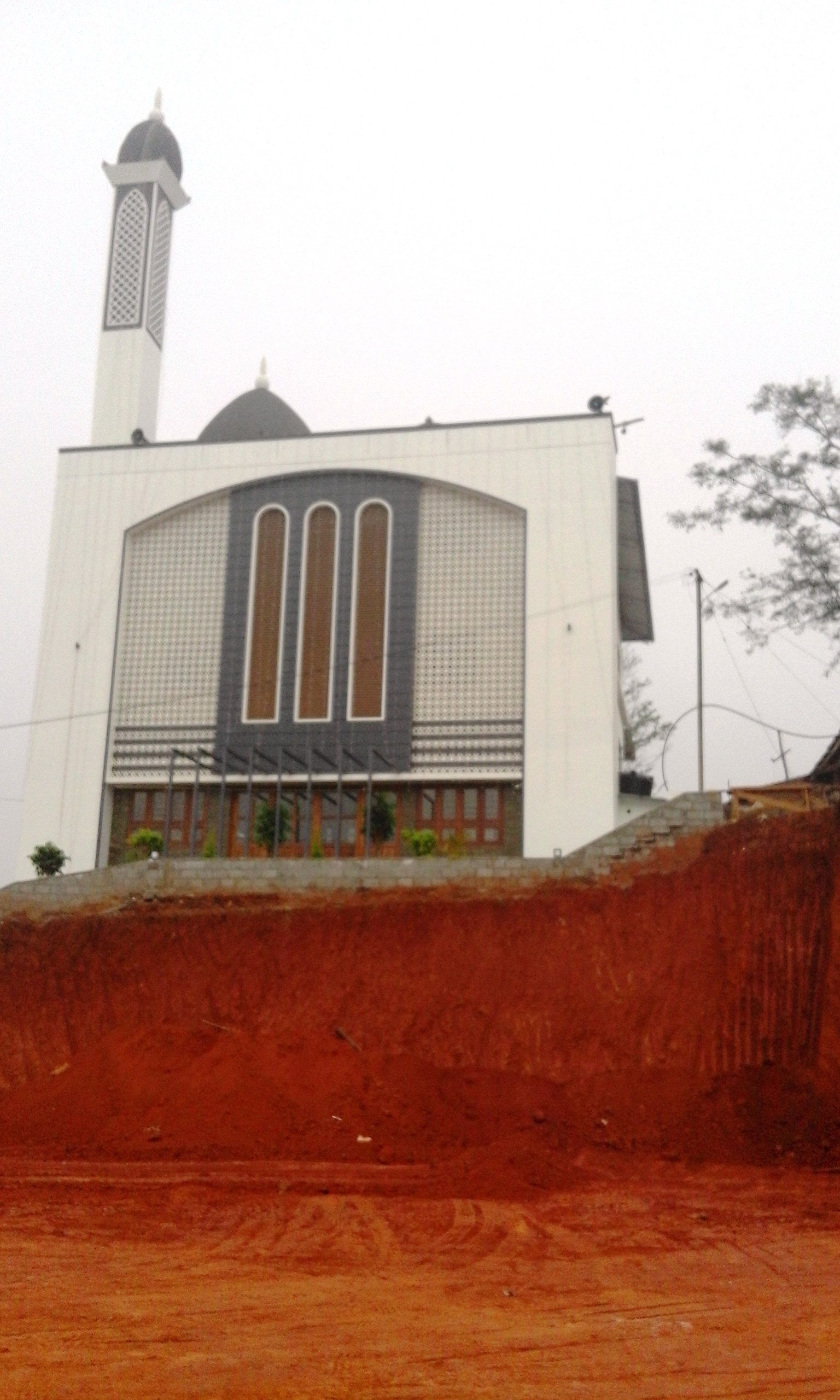
مسجد سني في Mananthavady

### قَبتاريخ
جزء كبير من ساحل مليبار بما في ذلك الأراضي المنخفضة الساحلية الغربية وسهول الوسطى قد تكون مغمورة تحت سطح البحر منذ العصور القديمة. عُثر على أحفوريات بحرية في المنطقة بالقرب من تشانغاناسيري، مما يدعم فرضية المناطق المغمورة. تشمل الاكتشافات الأثرية ما قبل التاريخ دولمنات من العصر الحجري الحديث في قرية مارايور في منطقة إيدوكي، والتي تقع على المرتفعات الشرقية في غاتس الغربية. تعود النقوش الصخرية في كهوف إدكل، في وياناد، إلى العصر الحجري الحديث قرابة 6000 قبل الميلاد.

### التاريخ القديم والعصور الوسطى
يعد ساحل المليبار مُصدِّرًا رئيسيًا للتوابل منذ 3000 قبل الميلاد، وفقًا للسجلات السومرية ولا يزال يشار إليها باسم «حديقة التوابل» أو «حديقة التوابل في الهند». وصل العرب القدماء والبابليون والآشوريون والمصريون إلى ساحل مليبار في الألفية الثالثة والثانية قبل الميلاد. تاجر الفينيقيون مع المليبار خلال هذه الفترة. كان العرب والفينيقيون أول من دخل ساحل مليبار لتجارة التوابل. لا بد أن العرب على سواحل اليمن وعُمان والخليج العربي هم من قاممو بأول رحلة طويلة إلى مليبار ودول شرقية أخرى. لا بد أنهم هم من أحضروا القرفة من مليبار إلى الشرق الأوسط. يذكر المؤرخ اليوناني هيرودوت (القرن الخامس قبل الميلاد) أنه في عصره كانت صناعة توابل القرفة محتكرة من قبل المصريين والفينيقيين.
وفقًا لكتاب الطواف حول البحر الارثري (Periplus of the Erythraean Sea)، كانت المناطق المعروفة منها تعرف باسم لِميرِك في ناورا وتيندِس. ومع ذلك، يذكر بطليموس فقط تيندس كنقطة انطلاق للميريك. ربما انتهت المنطقة في كنياكماري. وبالتالي فهو يتوافق تقريبًا مع ساحل مليبار الحالي. قدرت قيمة تجارة روما السنوية مع المنطقة بقرابة 50,000,000 سيسترس. ذكر بليني الأكبر أن لميرك كانت عرضة للقراصنة. ذكرت مجموعة كوسماس إنديكوبليوتس أن لميرك كانت مصدرًا لفلفل المليبار. في القرون الأخيرة قبل الميلاد، أصبح الساحل مهمًا لليونانيين والرومان لتوابله، وخاصة فلفل المليبار. كان لسلالة تشيرا الحاكمة روابط تجارية مع الصين وغرب آسيا ومصر واليونان والإمبراطورية الرومانية. في دوائر التجارة الخارجية، كانت المنطقة تُعرف باسم مالي أو مالابار. وكانت مناطق موزيريس وتينديس وناورا (بالقرب من كانور) ونلسيندا من بين الموانئ الرئيسية في ذلك الوقت. يصف أدب سانجام المعاصر السفن الرومانية القادمة إلى موزيريس في ولاية كيرالا محملة بالذهب لاستبدال فلفل مليبار. كان إيدوكسوس سيزيكوس، قرابة 118 أو 166 قبل الميلاد، من أوائل التجار الغربيين الذين استخدموا الرياح الموسمية للوصول إلى ولاية كيرالا، تحت رعاية بطليموس الثامن، ملك السلالة البطلمية الهلنستية في مصر. المنشآت الرومانية في المدن الساحلية بالمنطقة، مثل معبد أغسطس وثكنات الجنود الرومان المحصنين، موسوم بعلامة في اللوحة البويتينغرية، وهي الخريطة الباقية الوحيدة من بريد الدول الرومانية كورسوس بوبلكوس.
سُجل مصطلح كيرالا لأول مرة كتابيًا باسم كيتالابوتو Ketalaputo (تشيرا) في نقش صخري يعود إلى القرن الثالث قبل الميلاد من قبل الإمبراطور أشوكا من مملكة ماجادها. ذُكرت كواحدة من أربع ممالك مستقلة في جنوب الهند خلال فترة أشوكا، والممالك الأخرى هي تشولاس وباندياس وساتيابوترا. حولت سلالة تشيرا ولاية كيرالا إلى مركز تجاري دولي من خلال إقامة علاقات تجارية عبر بحر العرب مع جميع موانئ البحر الأبيض المتوسط والبحر الأحمر الرئيسية بالإضافة إلى موانئ الشرق الأقصى. كانت سيطرة سلالة تشيرا تقع في أحد الطرق الرئيسية للتجارة القديمة في المحيط الهندي. انهارت سلالة تشيرا المبكرة بعد هجمات متكررة من سلالتي تشولاس وراشتراكوتاالمجاورتين.
خلال أوائل العصور الوسطى، وصل مهاجرو نامبوديري البراهميين إلى ولاية كيرالا وشكلوا نظام الطبقاتي. في القرن الثامن، ولد آدي شانكارا في كالادي بوسط ولاية كيرالا. سافر على عبر المؤسسات التأسيسية لشبه القارة الهندية لفلسفة أدفايتا فيدانتا المؤثرة على نطاق واسع. استعادة سلالة تشيرا السيطرة على ولاية كيرالا في القرن التاسع حتى تم حل المملكة في القرن الثاني عشر، وبعد ذلك نشأت مشيخات صغيرة مستقلة، وأبرزها مملكة كوريكود. كان ميناء كوريكود بمثابة بوابة لساحل جنوب الهند في العصور الوسطى للصينيين والعرب والبرتغاليين والهولنديين وأخيراً البريطانيين.